# Praia de Camburi (Vitória)

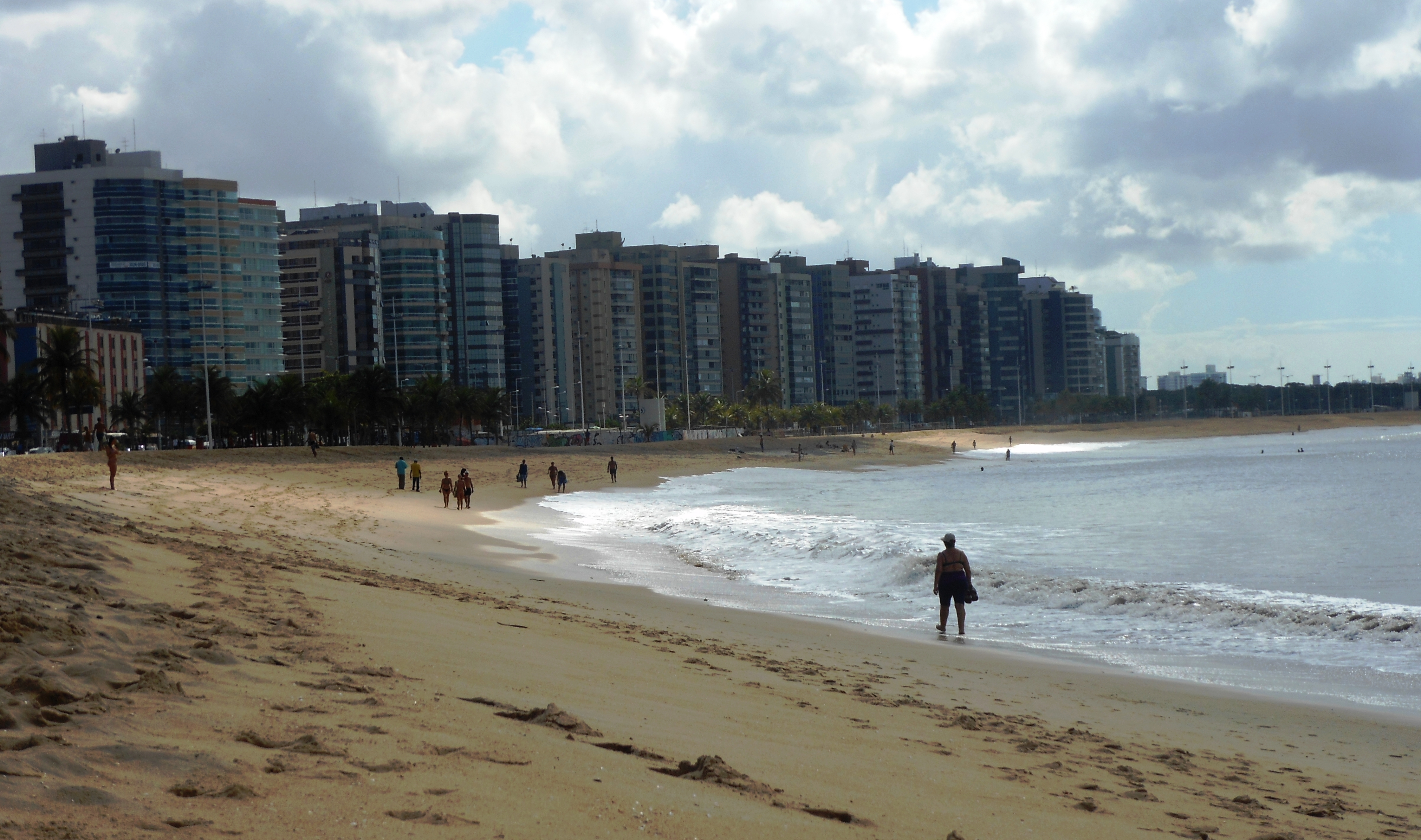
Praia de Camburi, Vitória/ES

A Praia de Camburi está localizada na cidade de Vitória, capital do Estado do Espírito Santo, Brasil. Localizada no norte da cidade, é a única praia em área continental da cidade e é também a maior delas, com 6km de extensão, sendo acompanhada em sua totalidade pela Avenida Dante Michelini (popularmente chamada de Beira-Mar).

## História
Camburi é a única praia de Vitória localizada na parte continental da cidade, sendo também a maior praia da capital, com 6 km de extensão. A Praia de Camburi abarca a orla de três bairros: Mata da Praia, Jardim da Penha e Jardim Camburi. Além disso, é bastante frequentada e tem a melhor estrutura hoteleira da cidade de Vitória.
Sedia grandes eventos esportivos, como torneios nacionais e mundiais de vôlei de praia, futebol de areia, campeonatos de vela, dentre outros. Possui um extenso e organizado calçadão, muito utilizado para a prática de cooper, sendo um ponto de encontro da população capixaba.
Acredita-se que o nome Camburi significa, na língua indígena "o rio que muda" ou "o rio do robalo".

## Localidades

### Pier de Iemanjá

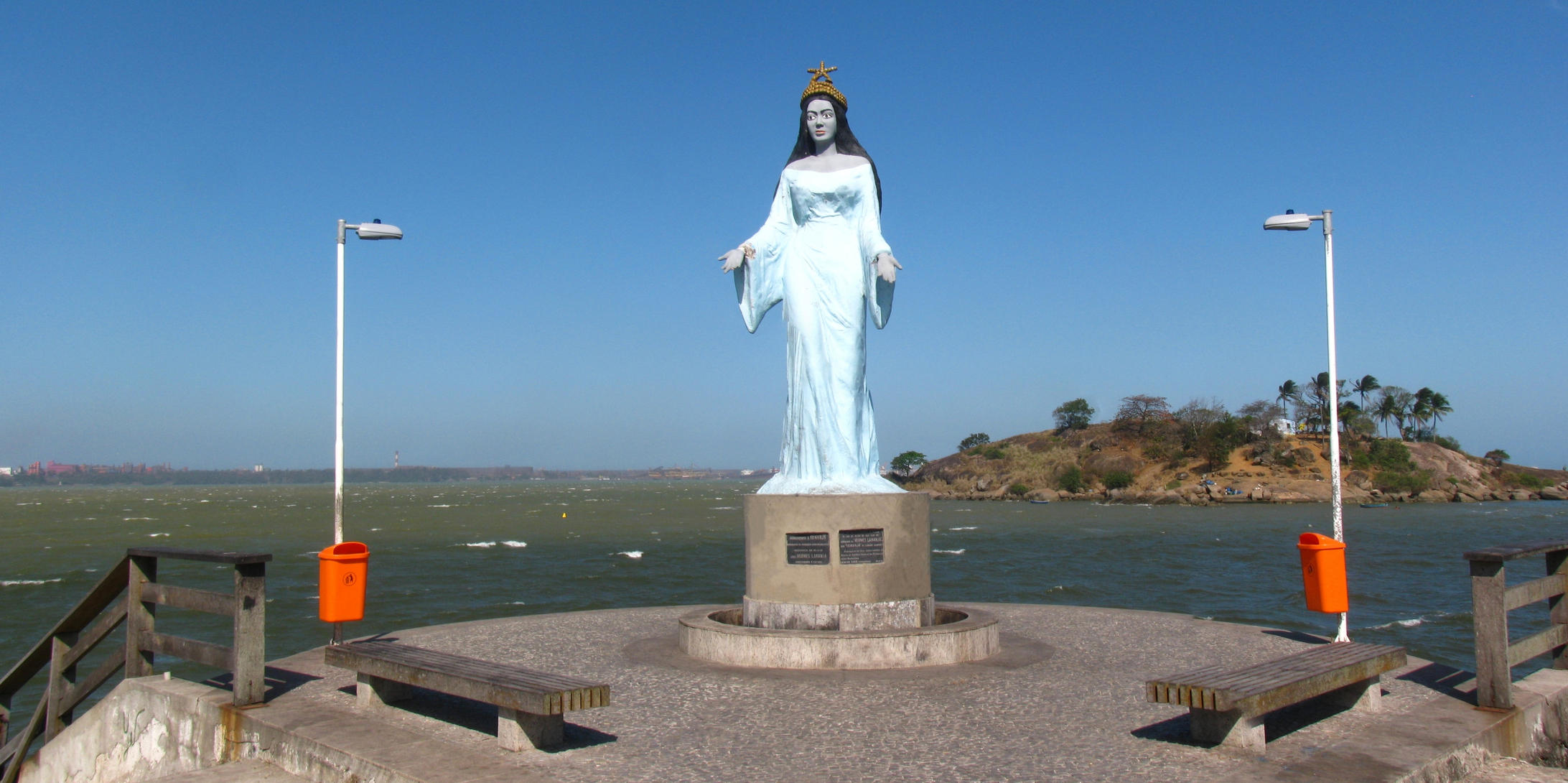
Pier de Iemanjá, Vitória/ES

No início da Praia de Camburi, se encontra o Pier de Iemanjá. Neste existe uma estátua da "Rainha do Mar", inaugurada no 02 de fevereiro de 1988, durante a gestão do prefeito Hermes Laranja. O Pier de Iemanjá é um dos principais pontos turísticos da região, apresentando uma vista panorâmica dos bairros Mata da Praia, Jardim Camburi e Jardim da Penha. 

### Baía das Tartarugas
No ano de 2018, foi criada a APA Baía das Tartarugas, a primeira área de Proteção Ambiental marinha de Vitória, que tem como objetivo conservar e recuperar a vida marinha que existe desde o início da Praia de Camburi até a Terceira Ponte, a fim de valorizar riqueza natural da baía e popularizar o grande potencial de ecoturismo na região, já que Vitória é uma das cidades litorâneas com a maior concentração de Tartarugas Verdes do Brasil. Além de tartarugas, a baía recebe, durante todo o ano, diferentes espécies de animais como golfinhos, arraias e eventualmente até baleias, que desfrutam da vasta disponibilidade de alimentos da região e aproveitam as águas calmas para se reproduzir.

### Atlântica Parque
O Atlântica Parque foi inaugurado no ano de 2019, tendo sigo construído pela empresa Vale. O parque está localizado no extremo norte da Praia de Camburi, na orla do bairro Jardim Camburi, este o último da cidade de Vitória. 